# (7758) Poulanderson
(7758) Poulanderson (1990 KT) – planetoida z pasa głównego asteroid okrążająca Słońce w ciągu 3,68 lat w średniej odległości 2,38 j.a. Odkryta 21 maja 1990 roku.